# 209255 Myotragus
209255 Myotragus este o planetă minoră (asteroid) din centura de asteroizi. A fost descoperită pe 28 noiembrie 2003 la Observatorul Astronomic din Mallorca⁠(d) de Observatorul Astronomic din Mallorca⁠(d). 
Obiectul prezintă o orbită caracterizată de o semiaxă mare de 2,6034224346973 UAi, o excentricitate de 0,09687602393277, o înclinație de 14,745073188449 ° în raport cu ecliptica.